# Jeanne Beauprey
Jeanne Marie Beauprey, po mężu Reeves (ur. 21 czerwca 1961 w Anaheim) – amerykańska siatkarka, medalistka igrzysk olimpijskich.

## Życiorys
Beauprey była w składzie reprezentacji Stanów Zjednoczonych, która zdobyła srebrny medal na Igrzyskach Panamerykańskich 1983 w Caracas. Wystąpiła na igrzyskach olimpijskich 1984 w Los Angeles. Zagrała wówczas w dwóch z trzech meczach fazy grupowej. Amerykanki zdobyły srebro po porażce w finale z Chinkami.
Po zakończeniu kariery w drużynie narodowej Beauprey Reeves rozpoczęła karierę trenerską. Przez sześć lat (1986-1992) była asystentką trenera Andy’ego Banachowskiego na swojej macierzystej uczelni – Uniwersytecie Kalifornijskim w Los Angeles. W 1996 była asystentką trenera drużyny olimpijskiej, Terry’ego Liskevycha. Trenowała swoją córkę Kelly Reeves, absolwentkę UCLA, która obecnie gra profesjonalnie w siatkówkę plażową.